# Santa Luzia, Bahia
Santa Luzia este un oraș în statul Bahia (BA) din Brazilia.